# Bohumilečský rybník
Bohumilečský rybník je rybník v Pardubickém kraji, v okrese Pardubice. Rozkládá se jen několik desítek metrů od severního okraje obce Bohumileč, na jejímž katastrálním území leží. Od Pardubic je rybník vzdálen necelých 10 kilometrů vzdušnou čarou přibližně severovýchodním směrem, od Hradce Králové rovněž asi 10 kilometrů vzdušnou čarou přibližně jižním směrem a od Holic také asi 10 kilometrů přibližně severozápadním směrem.

## Poloha a popis

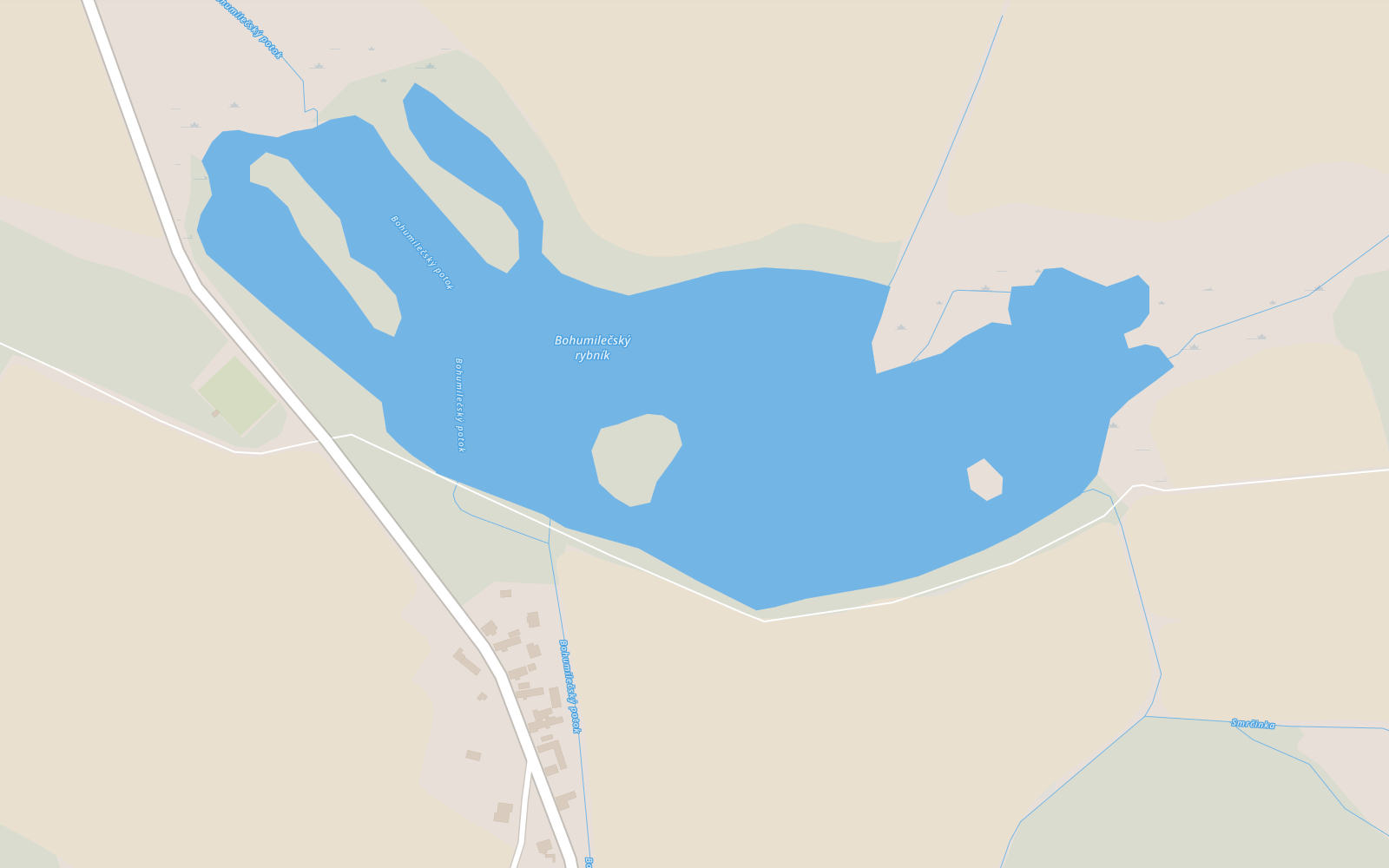
Tvar a poloha rybníka

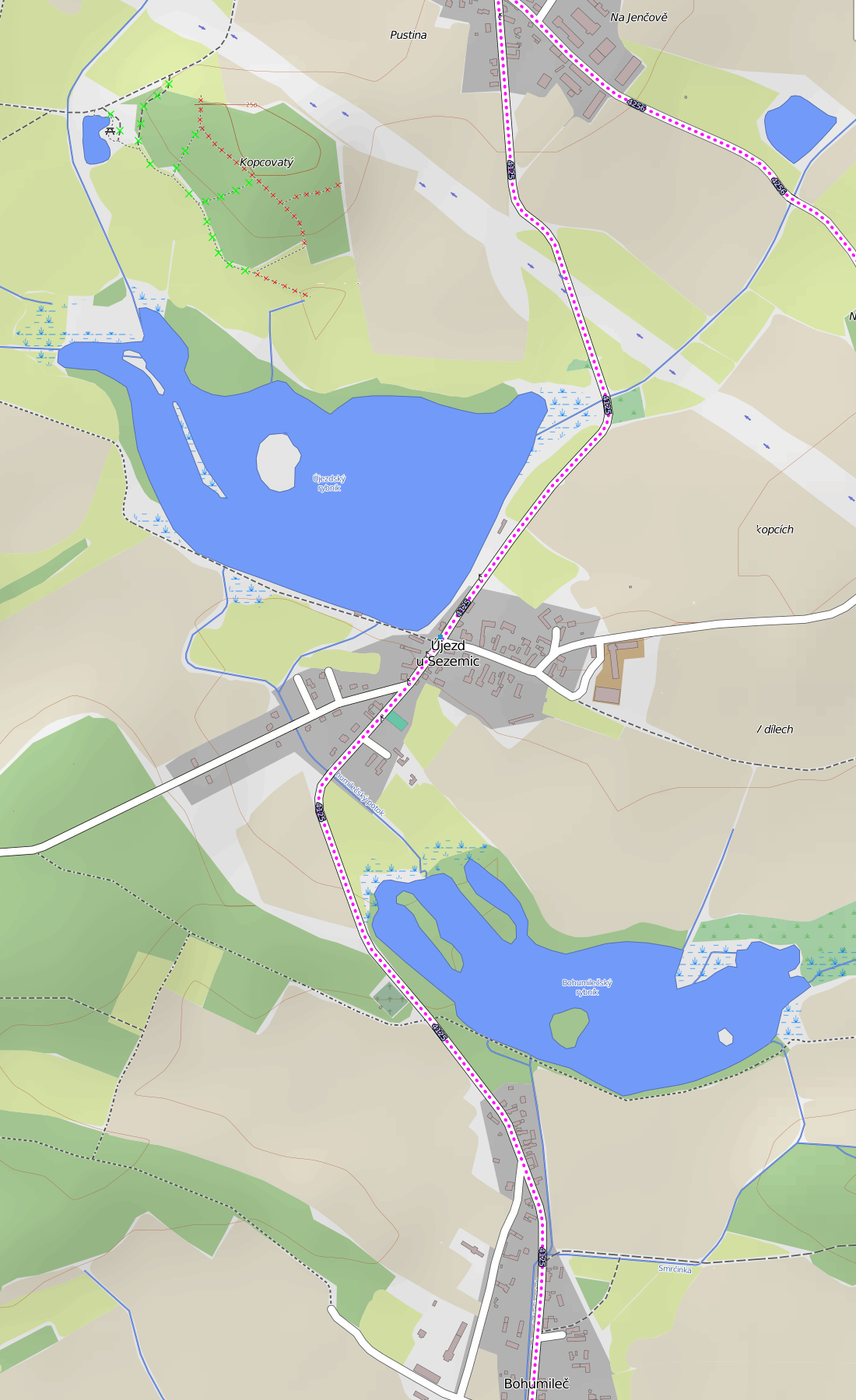
Újezdský a Bohumilečský rybník a jejich okolí

Rozloha rybníku je 18 hektarů, celkový objem činí 150 tis. m³, retenční objem je 95 tis. m³.
Leží v nadmořské výšce přibližně 226 metrů. Rybník je napájen Bohumilečským potokem, který do rybníka přitéká od severu až severozápadu, kde asi o 700 metrů výše proti proudu vytéká z Újezdského rybníka. Dále do rybníka přitéká několik malých bezejmenných potůčků (na severním a severovýchodním okraji rybníka). Bohumilečský potok z rybníka vytéká pod hrází na jižním okraji rybníka a pokračuje dále jižním směrem podél okraje obce Bohumileč, poté se stáčí jihozápadním směrem k obci Dražkov, za kterou se vlévá do Labe.
Rybník má poměrně nepravidelný protáhlý tvar (viz schéma rybníku), největší délka přibližně ve směru západ-východ je necelých 900 metrů, největší šířka ve směru sever-jih je přibližně 300 metrů. Na rybníku jsou tři malé ostrůvky: dva jsou přibližně kruhového tvaru, zbývající je protáhlého tvaru.
Přístup k rybníku: podél západního až jihozápadního břehu vede silnice z Újezdu u Sezemic do Bohumilče. Z této silnice ještě před obcí odbočuje úzká polní cesta, která vede podél celého jižního břehu rybníka a dále až do Rokytna. Břehy rybníka jsou i tak dosti špatně přístupné, protože jsou pokryty poměrně vysokým porostem.

## Fotogalerie

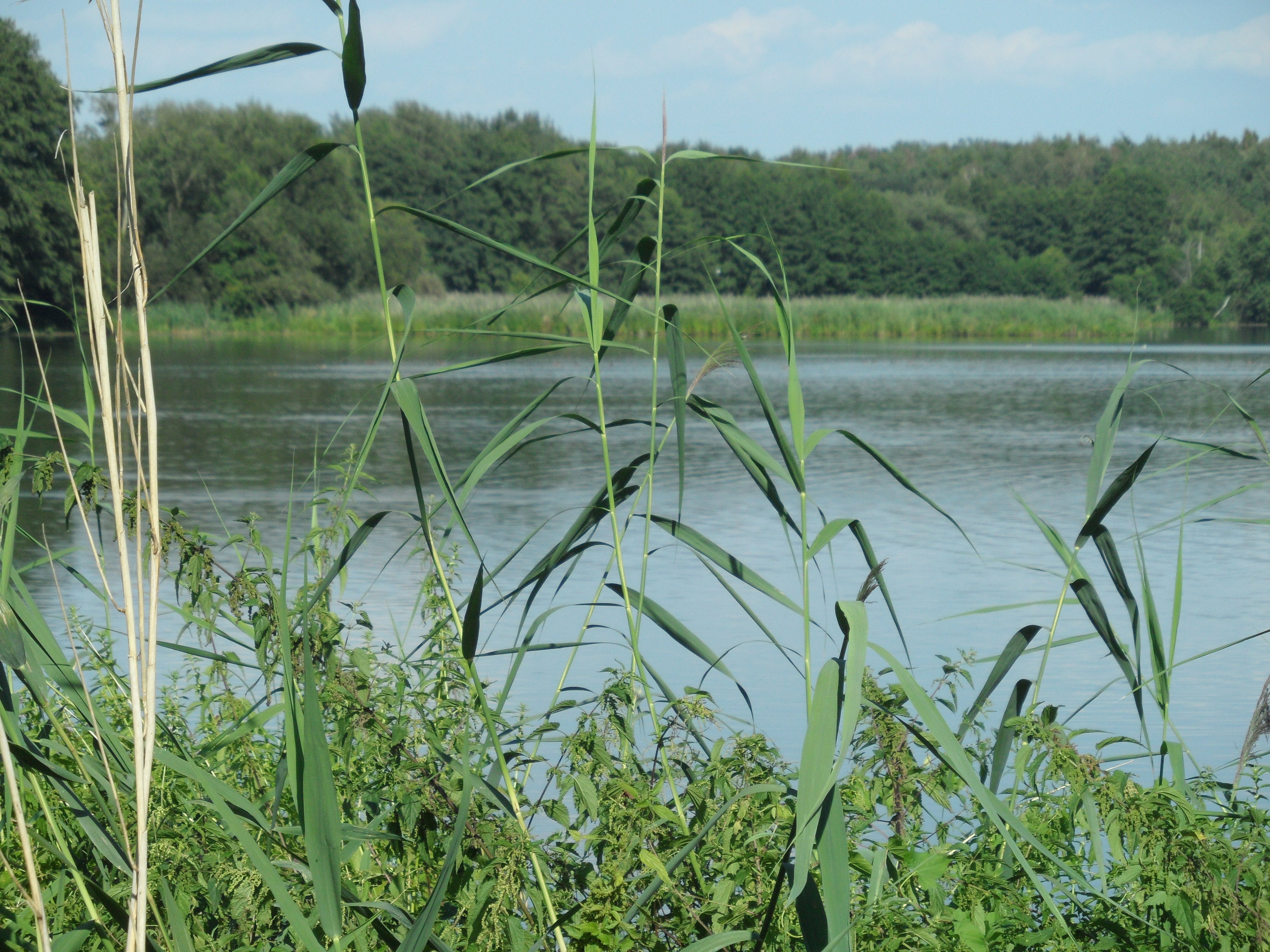
Bohumilečský rybník od jihozápadu
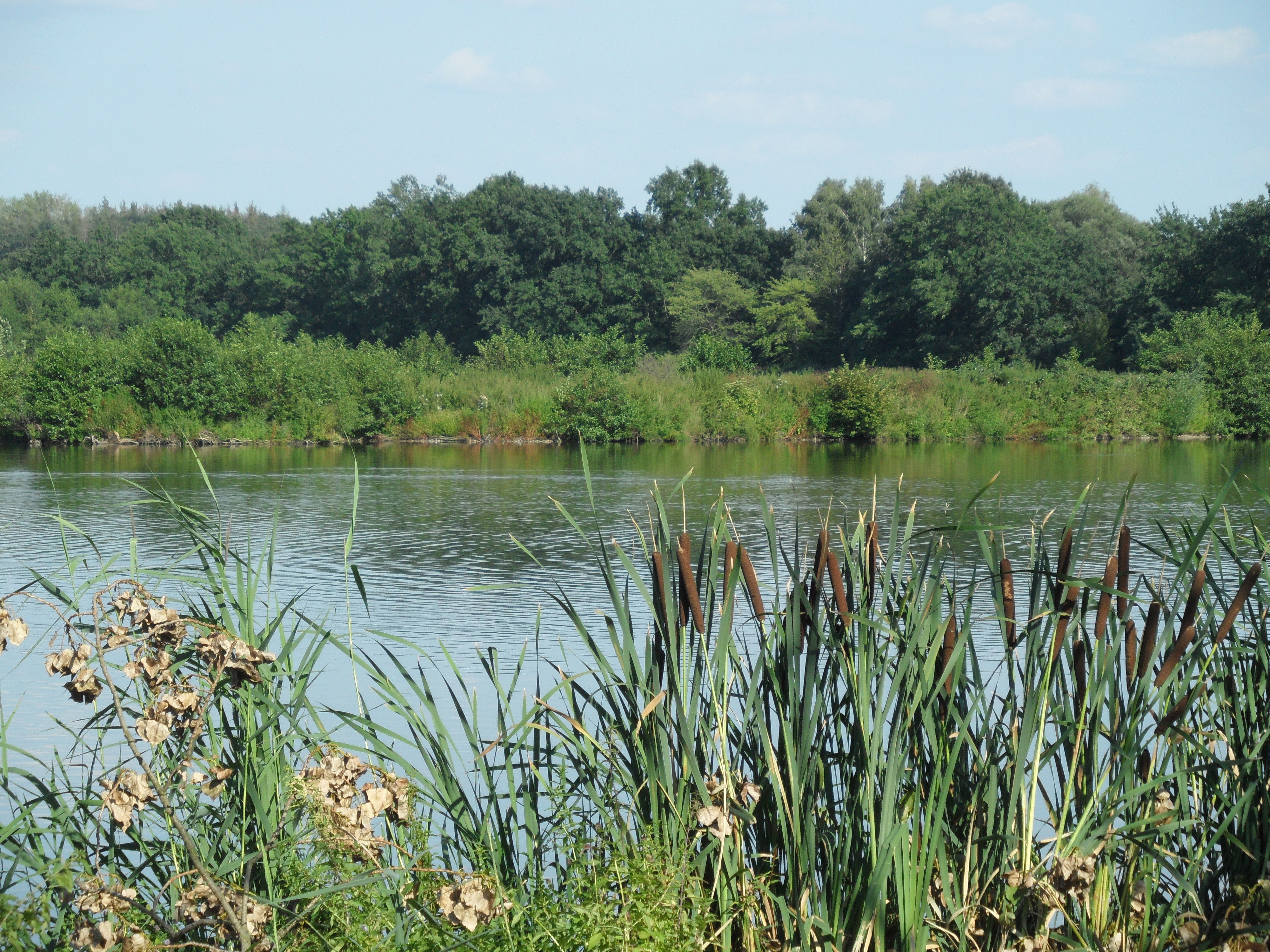
Orobinec s typickými „doutníky“
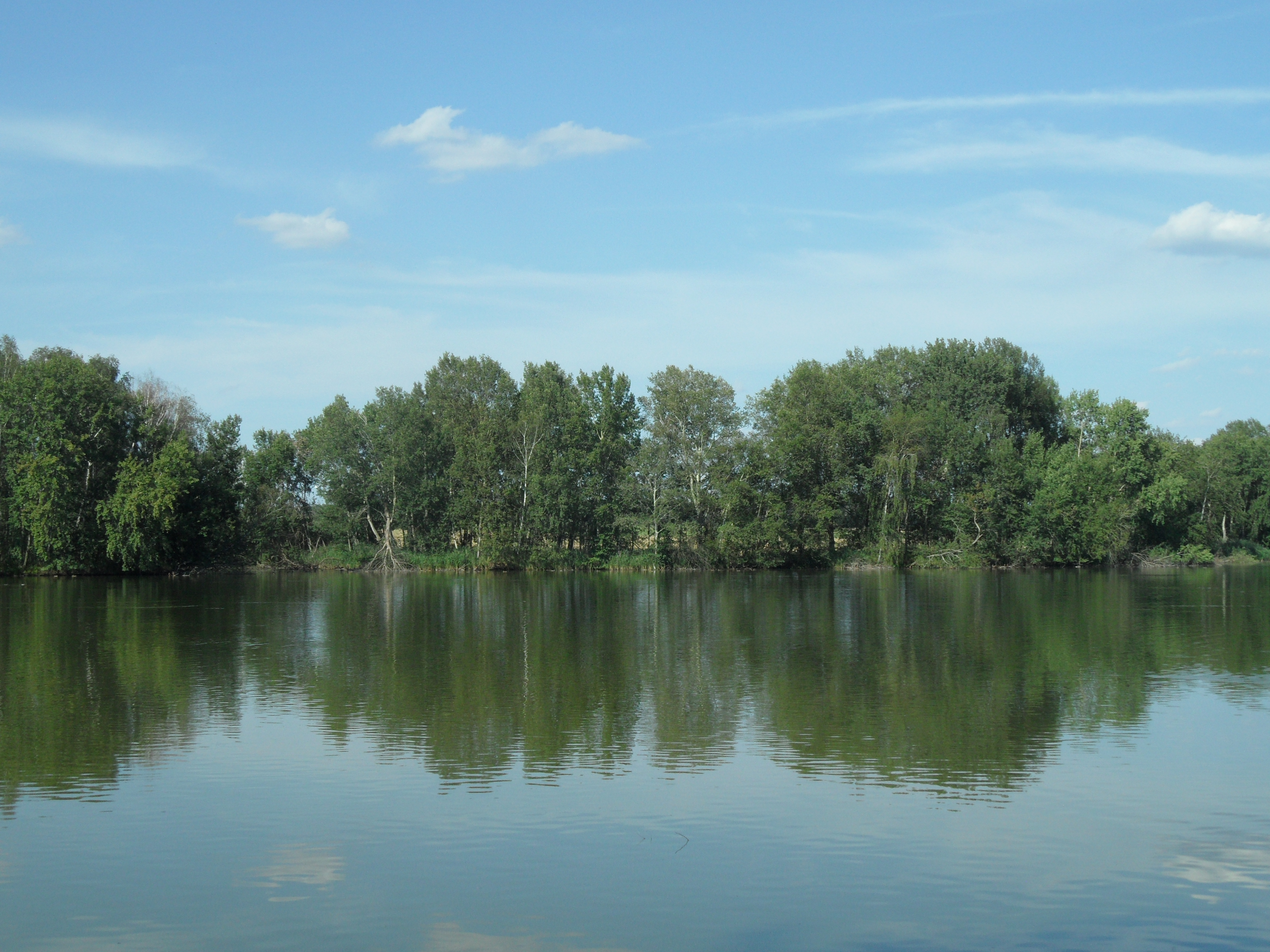
Celkový pohled
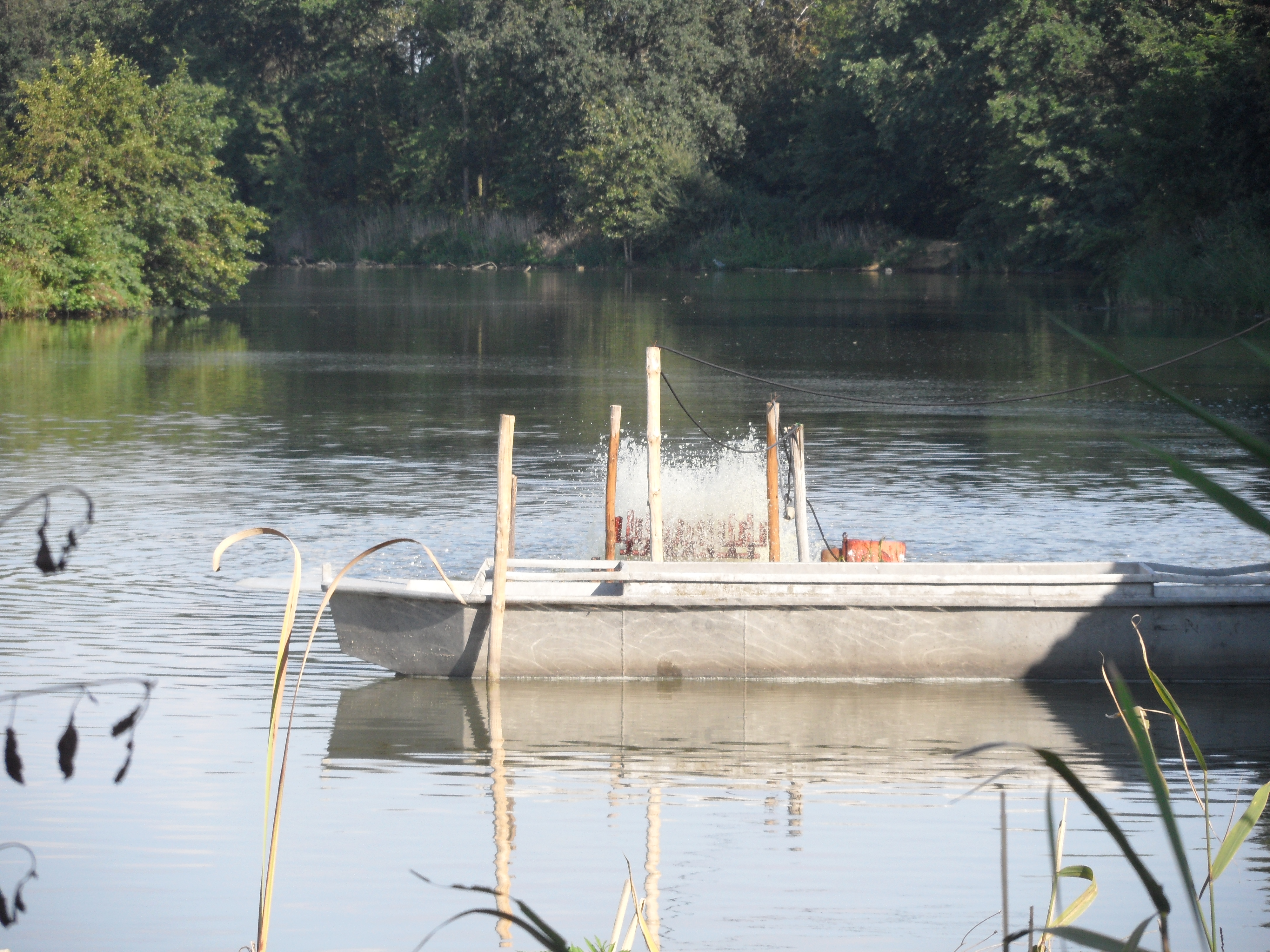
Provzdušňování vody
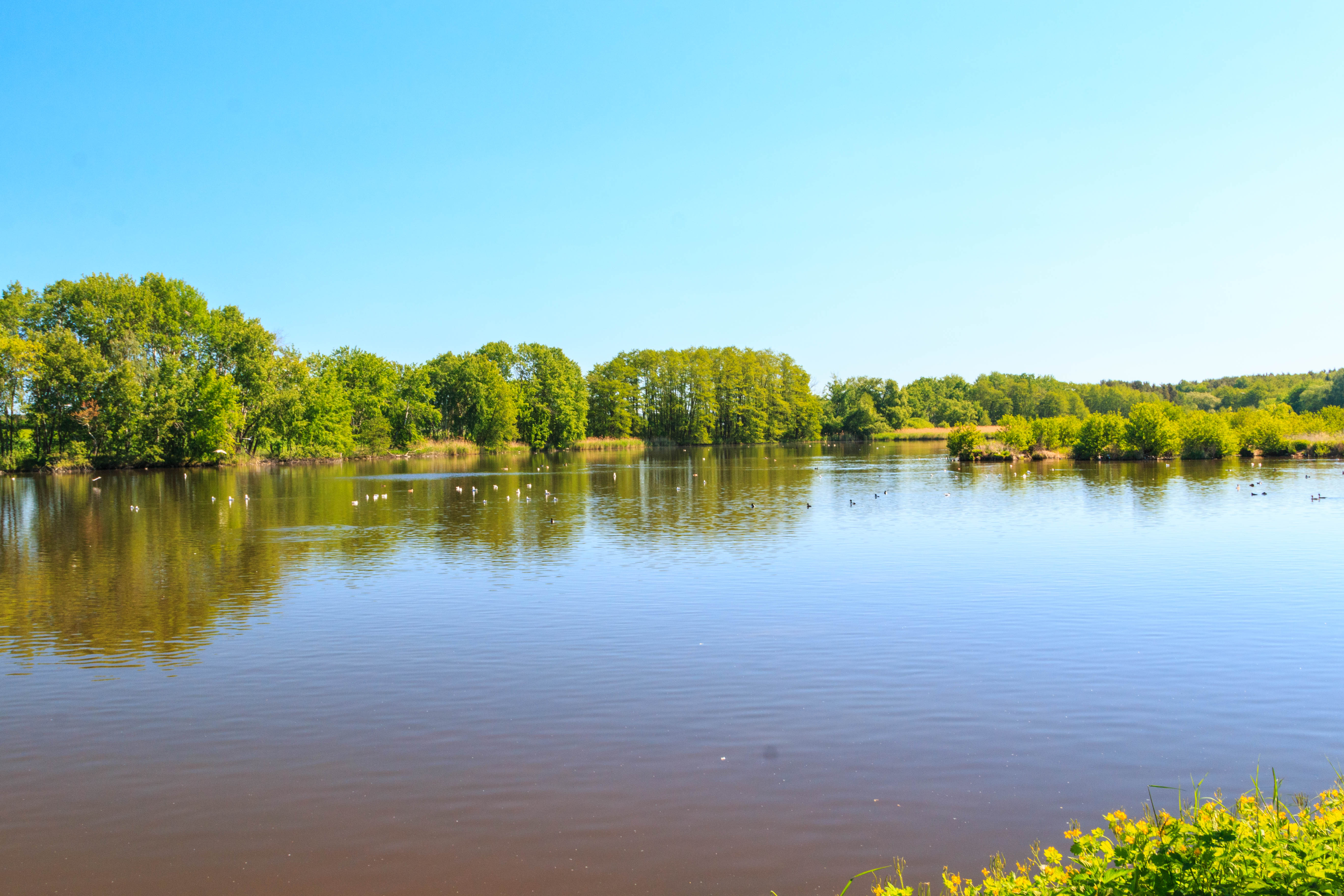
Pohled na Bohumilečský rybník
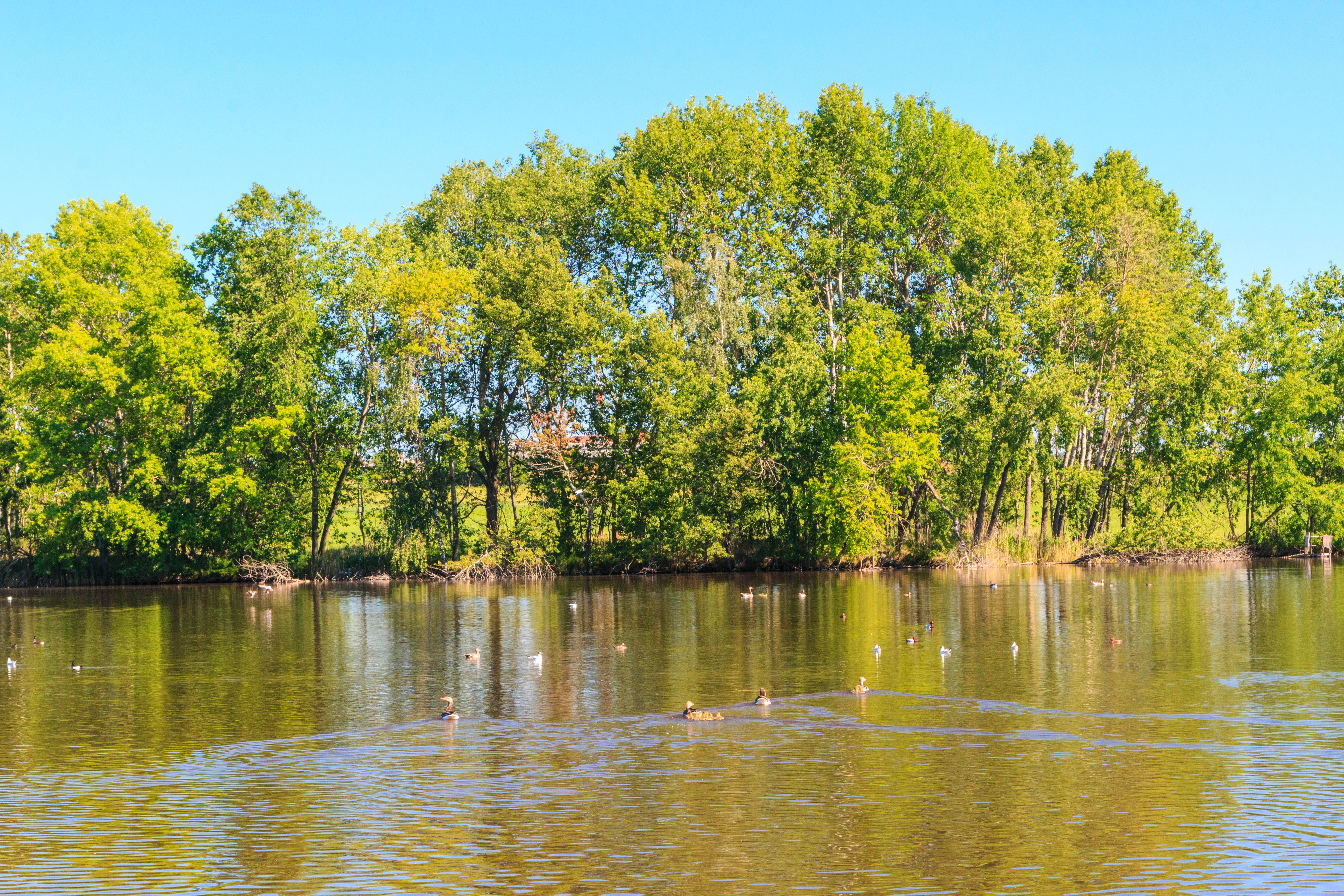
Pohled na Bohumilečský rybník